# Fridien de Lucques
Fridien de Lucques ou Frigdien (en latin : Fridianus ou Frigidanus, en italien Frediano di Lucca), né après 500 en Irlande et mort en 588 à Lucques, est un prince irlandais devenu ermite au VIe siècle sur le mont Pisano, puis évêque de Lucques, dans l'actuelle région Toscane, en Italie entre 560 et 588.

## Biographie

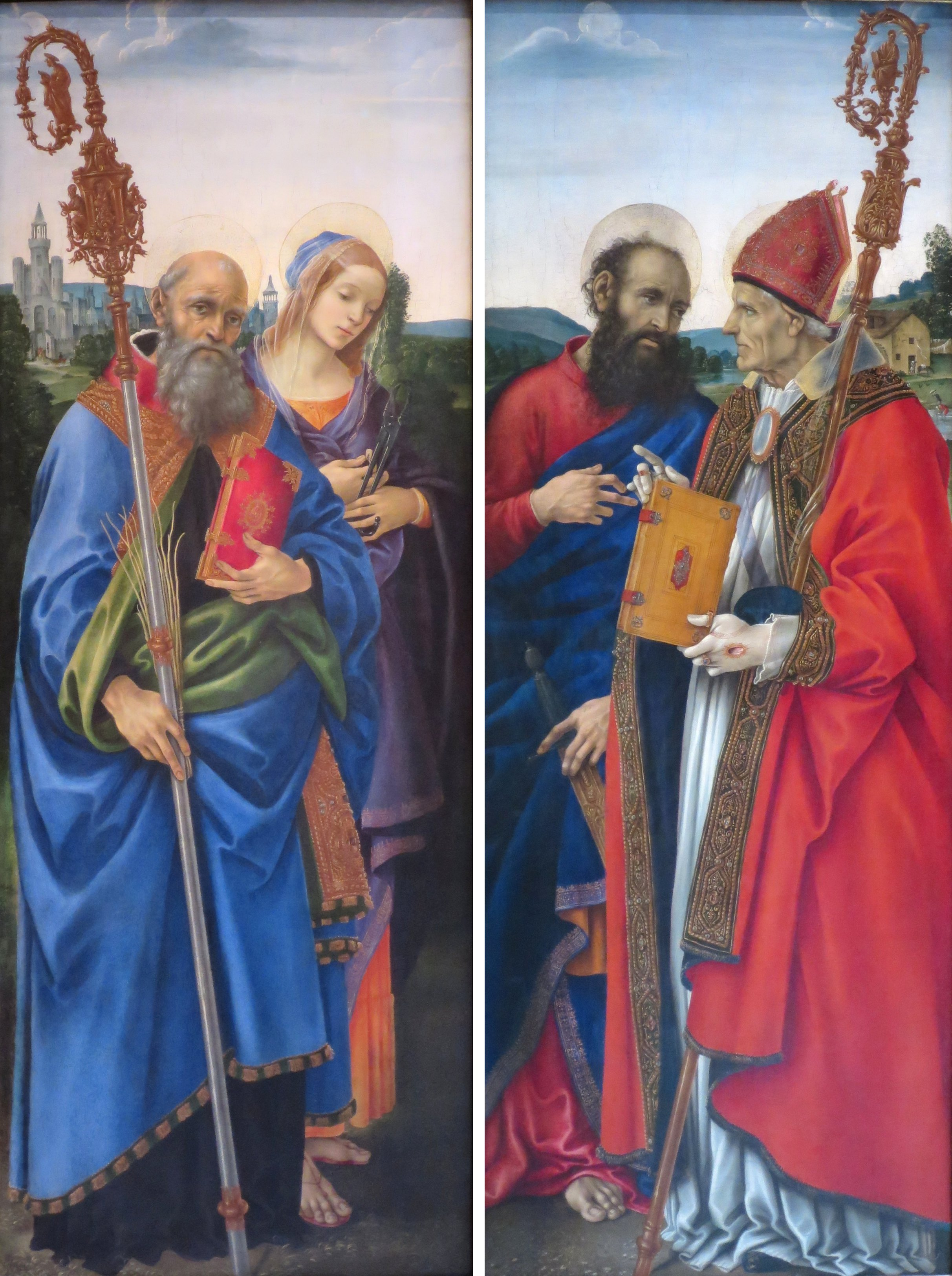
Les saints Benoît et Apolline (à gauche), Paul et Fridien (à droite), par Filippino Lippi (v. 1483), Norton Simon Museum, Los Angeles, États-Unis.

La Catholic Encyclopedia indique : « Fridianus (560-88), fils d'Ultonius, roi d'Irlande, ou peut-être d'un roi d'Ulster (Ultonia), est remarquable par sa sainteté et ses miracles ».
Suivant l'hagiographie, Fridien a été élevé dans le monachisme irlandais et a reçu l'enseignement des saints Enda d'Aran et Colman de Dromore. Il fut ensuite ordonné prêtre. Au cours d'un pèlerinage à Rome, il décida de consacrer sa vie à Dieu dans la solitude et devint ermite, vivant sur le mont Pisano, une région montagneuse située entre les villes de Lucques et de Pise. En 556, le pape Jean II le persuada de prendre l'évêché de Lucques, ce que Fridien accepta. Il retournait souvent à la campagne pour passer son temps dans la prière et la solitude.
Fridien était connu pour ses miracles. Le plus célèbre d'entre eux est considéré comme une légende. Le fleuve Serchio, qui passait par Lucques, inondait souvent la ville voisine. Les citoyens étaient si affligés qu'ils demandèrent à l'évêque de leur venir en aide. Armé d'un râteau, Fridien se rendit au bord du fleuve et, fort des prières des fidèles, il ordonna aux eaux du Serchio de suivre son râteau. À la stupéfaction de l'assistance, le fleuve suivit Fridien alors qu'il se frayait un chemin loin de la ville et des terres cultivées de sa périphérie.
Pendant son épiscopat, la ville de Lucques fut attaquée par les Lombards. La cathédrale fut incendiée et Fridien la reconstruisit. Il aurait également fondé un groupe de chanoines prêtres érémitiques ; ces chanoines fusionnèrent avec ceux réguliers du Latran en 1507.
Fridien fit construire à l'emplacement de l'actuelle basilique une église dédiée à saint Vincent, un martyr de Saragosse, en Espagne. Lorsque Fridien fut enterré dans cette église, celle-ci fut rebaptisée Saints Fridien-et-Vincent. L'église est aujourd'hui un point de repère important et elle est régulièrement visitée. Fridien est connu en Italie comme saint Frediano di Lucca (it). La basilique Saint-Fridien, où la crypte contiendrait son corps, lui est désormais consacrée. Il est le co-patron de l'archidiocèse de Lucques. 
Fridien est souvent confondu avec Finnian de Moville, mais aucun lien formel n'a jamais été établi entre les deux.

## Source
- (en) Cet article est partiellement ou en totalité issu de l’article de Wikipédia en anglais intitulé « Fridianus » (voir la liste des auteurs).

### Articles liés
- Basilique Saint-Fridien
- Archidiocèse de Lucques